# Joaquín Leguina
Joaquín Leguina Herrán (Villaescusa, Cantabria, 5 de mayo de 1941) es un político, economista, demógrafo y escritor español. Miembro del Partido Socialista Obrero Español hasta 2022, fue el primer presidente de la Comunidad de Madrid, cargo que ocupó entre 1983 y 1995.

## Biografía

### Formación y primeros años
Nació en el municipio cántabro de Villaescusa el 5 de mayo de 1941. Obtuvo una licenciatura en Economía General, especialidad de Ciencias Económicas, en la Universidad de Bilbao en 1964. A caballo entre Madrid y París, en noviembre de 1972 consiguió el doctorado en Ciencias Económicas en la Universidad Complutense de Madrid con la lectura de Fundamentos y aplicaciones del análisis demográfico y unos meses más tarde, en febrero de 1973, en Demografía por la Universidad de la Sorbona con la tesis Analyse et perspectives de la population totale et de la main d’oeuvre. Espagne 1960-80.
Desde 1967 es funcionario del Estado, como Estadístico Facultativo del Instituto Nacional de Estadística. Entre 1968 y 1972 y, posteriormente, entre 1974 y 1979, fue profesor en la UCM. Representó a España, entre 1970 y 1973, en diversos foros internacionales en calidad de demógrafo (ONU, OCDE, Consejo de Europa). 
En 1973 fue contratado como demógrafo experto por la Comisión Económica para América Latina y el Caribe (CEPAL) de la ONU, siendo comisionado por dicha institución en Chile. Allí, fue testigo del golpe de Estado del general Augusto Pinochet contra el gobierno de Salvador Allende.

### Inicios políticos

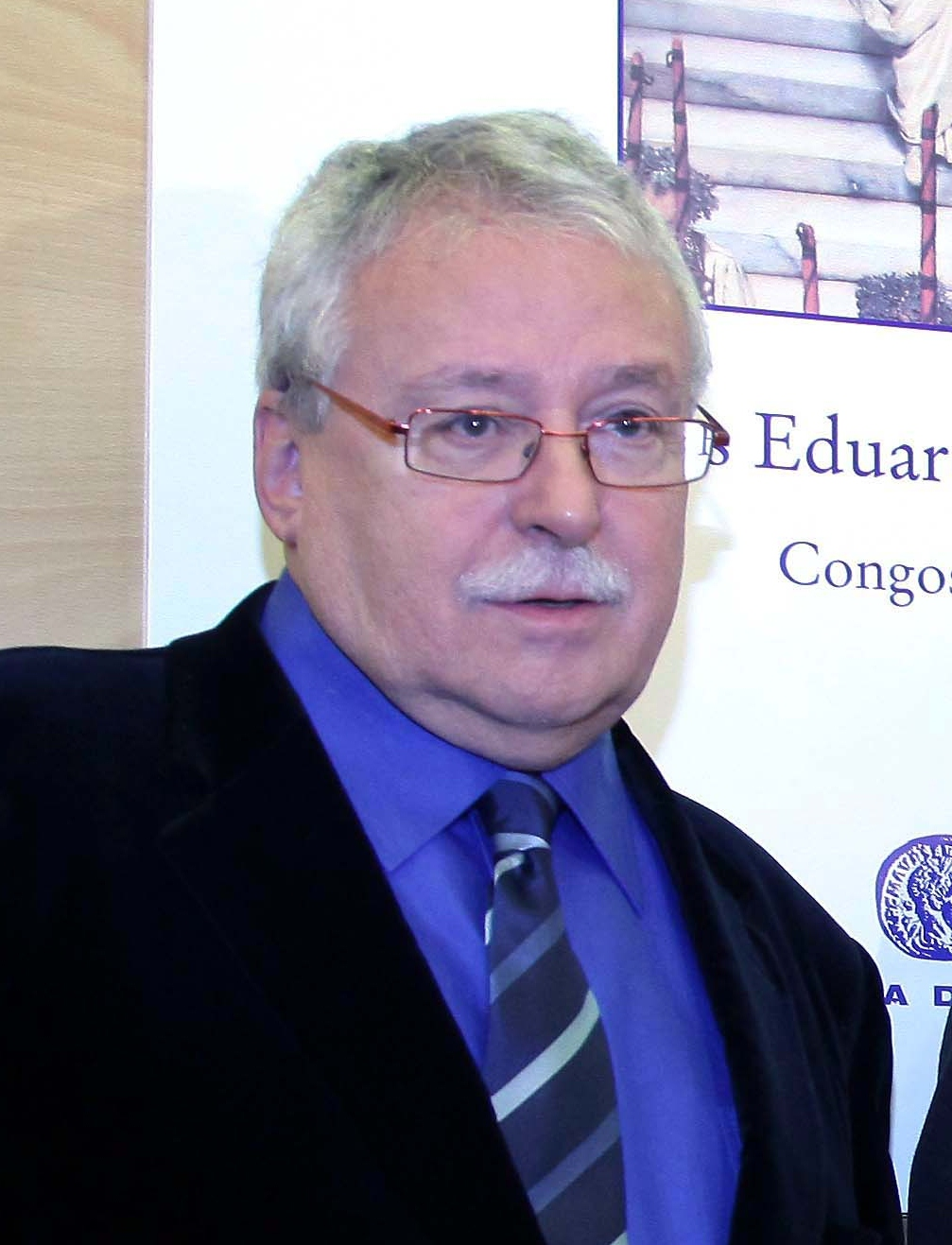
Fotografiado en 2012

La actividad política de Joaquín Leguina comenzó ya en la universidad, en grupos antifranquistas. Posteriormente militó en el Frente de Liberación Popular (FELIPE), en Convergencia Socialista de Madrid (donde coincidió con personajes como Juan Barranco, Enrique Barón o José Barrionuevo) y, tras la confluencia de ésta en 1977 con la Agrupación Socialista Madrileña, en el Partido Socialista Obrero Español (PSOE).
Fue elegido concejal del Ayuntamiento de Madrid en las municipales de abril de 1979, y pasó a encargarse de la concejalía de Hacienda de la corporación presidida por Enrique Tierno Galván. En diciembre de ese mismo año, Joaquín Leguina resultó elegido secretario general de la Federación Socialista Madrileña (FSM). En el congreso, los antiguos convergentes, con el apoyo del aparato central del PSOE, en manos de Felipe González, se hicieron con el poder, desbancando a la facción encabezada por Alonso Puerta.
En las elecciones generales de octubre de 1982, fue elegido diputado por la circunscripción de Madrid, aunque abandonó el escaño al año siguiente cuando, se presentó como cabeza de lista del PSOE en las primeras elecciones a la Asamblea de Madrid, en las que el PSOE obtuvo mayoría absoluta.

### Presidencia de la Comunidad de Madrid
Investido presidente de la Comunidad de Madrid, tomó posesión del cargo el 15 de junio de 1983 en el Palacio de Borghetto (antigua sede de la Diputación Provincial). En junio de 1989 logró superar una moción de censura gracias al voto de un diputado tránsfuga, Nicolás Piñeiro Cuesta, que había sido elegido diputado en las listas de Alianza Popular pero votó a favor del presidente socialista.
Durante los años 1990, la Federación Socialista Madrileña atravesó una etapa turbulenta. Leguina, líder de los denominados renovadores (opuestos a los guerristas), ocupó la secretaría general hasta 1991. En ese año, dio el relevo a Teófilo Serrano al que sustituyó en 1994 el también renovador y hombre de confianza de Leguina Jaime Lissavetzky.
Tras las elecciones a la Asamblea de Madrid de 1995, en las que el Partido Popular obtuvo mayoría absoluta, cesó como presidente de la Comunidad de Madrid, siendo sucedido por Alberto Ruiz-Gallardón.

### Diputado en el Congreso
En las elecciones generales de 1996, Leguina resultó elegido diputado de la vi legislatura. Apoyó a Joaquín Almunia en las primarias socialistas para elegir candidato a la presidencia del gobierno en 1998 (que fueron ganadas por José Borrell), y ese mismo año se postuló como candidato del PSOE a la alcaldía de Madrid, siendo derrotado en las primarias socialistas por Fernando Morán. Fue reelegido diputado en las generales de 2000 para la vii legislatura (2000-2004), en la que desempeñó la presidencia de la Comisión de Defensa del Congreso. Tras la dimisión de Joaquín Almunia como secretario general del PSOE, Leguina apoyó la candidatura de José Bono en el XXXV Congreso del partido, que fue derrotada por la de José Luis Rodríguez Zapatero.

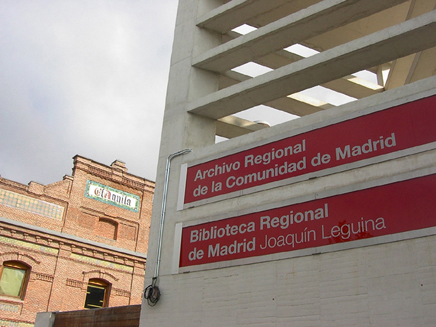
Entrada de la Biblioteca Regional Joaquín Leguina

Durante la viii legislatura (2004-2008) fue diputado y presidente de la Comisión de Defensa del Congreso de los Diputados. En 2006 anunció su retirada al finalizar la legislatura, no presentándose a la siguiente convocatoria electoral.

### Actividad posterior
En calidad de expresidente de la Comunidad de Madrid, pasó a ser miembro en 2008 del Consejo Consultivo de la Comunidad de Madrid, ejerciendo de consejero hasta la disolución del organismo en 2015. La biblioteca de la Comunidad de Madrid lleva su nombre: Biblioteca Regional Joaquín Leguina.
Ha colaborado en radio con el locutor Carlos Herrera en programas como La Mañana, Herrera en la Onda en Onda Cero y en Herrera en COPE en COPE.
En 2014 con la publicación de Historia de un despropósito, manifiesta disenso con los postulados de la corriente en el PSOE llamada la Nueva Vía y en el que hace un repaso por los años del zapaterismo. Desde 2018, Leguina expresa abiertamente su descontento y crítica hacia el actual secretario general del PSOE Pedro Sánchez. Sobre su figura ha vertido juicios negativos respecto a la forma en que logró su posición actual de presidente del gobierno con el apoyo de grupos separatistas, nacionalistas y de "extrema izquierda".
En diciembre de 2022 Toni Canto lo propuso para ser la cabeza visible, junto a Rosa Díez para hacer una moción de censura contra el Gobierno del PSOE.

### Proceso de expulsión del PSOE junto a Nicolás Redondo
Tras las elecciones autonómicas del 4 de mayo de 2021, donde el PSOE obtuvo su peor resultado electoral de la historia (24 escaños de 136 en disputa, siendo la tercera fuerza parlamentaria por detrás de Más Madrid), José Manuel Franco (secretario general del PSM) dimitió de su cargo. La valenciana Isaura Leal Fernández, diputada en el Congreso, fue nombrada por la Comisión Ejecutiva Federal del PSOE presidenta de la Comisión Gestora del PSM.
También se acusó a Joaquín Leguina, así como a Nicolás Redondo Terreros, ex secretario general del PSE, de haber apoyado a la candidata del Partido Popular, Isabel Díaz Ayuso, al haber participado los tres en un acto público, por lo que a ambos y de acuerdo a los Estatutos, la Ejecutiva Federal del PSOE les abrió un expediente. En el caso de Redondo fue archivado tras sus alegaciones, al contrario que el de Leguina, que inició de forma inmediata una ronda por todos los medios conservadores atacando al secretario general de su todavía formación política.
Para empezar, un día después, el día 7 de mayo en una entrevista en Antena 3, anunció acciones legales si prosperaba el expediente de expulsión y acusó directamente al secretario general del PSOE y presidente del Gobierno de España, Pedro Sánchez, de estar "detrás de todo", avisando de que si finalmente se lo expulsase, "me la suda, volveré al PSOE cuando Sánchez se vaya".
Fue finalmente expulsado del PSOE en diciembre de 2022 por medio de un burofax, bajo la acusación de haber apoyado a Díaz Ayuso en aquellas elecciones. Al día siguiente, concedió una entrevista a ABC, en la que sostuvo que «el PSOE tendrá remedio cuando Pedro Sánchez se vaya».
El 16 de abril de 2024 ha sido nombrado Presidente del Consejo de la Cámara de Cuentas regional.

## Obra literaria
Tiene una variada obra literaria, de la que cabe destacar:
Ensayo
- Los ríos desbordados: un ensayo político. Plaza & Janés Editores, 1994.
- Defensa de la política. Ediciones B, 1995.
- Malvadas y virtuosas: retratos de mujeres inquietantes. Temas de Hoy, 1997.
- El Chile de la unidad popular, 1970-1973. Ateneo de Córdoba, 1998.
- Años de hierro y esperanza. Espasa-Calpe, 2000.
- Ramón Franco, el hermano olvidado del dictador. J. Leguina y A. Núñez. Temas de Hoy, 2002.
- Conocer gente: recuerdos casi políticos. Aguilar, 2005.
- El duelo y la revancha. La esfera de los libros, 2010. ISBN 978-84-9734-349-7.
- Impostores y otros artistas. Ediciones Cálamo, 2013.
- Historia de un despropósito. Temas de hoy, 2014. ISBN 978-84-9998-383-7.
- Pedro Sánchez, historia de una ambición. Espasa-Calpe, 2021. ISBN 978-84-67062-2-29.

Novela
- Historias de la Calle Cádiz. Ediciones Akal, 1985.
- La fiesta de los locos. Editorial Mondadori, 1990.
- Tu nombre envenena mis sueños. Plaza & Janés editores, 1992.
- La tierra más hermosa. Alfaguara, 1996.
- El corazón del viento. Alfaguara, 2000.
- Cuernos. Cuentos. Alfaguara, 2002.
- Por encima de toda sospecha. Ediciones Témpora, 2003.
- El rescoldo. Novela. Editorial Alfaguara, 2004.
- Por encima de toda sospecha. Ediciones Témpora, 2006.
- Las pruebas de la infamia: un nuevo caso del abogado Baquedano. Novela negra. Tropismos, 2006.
- La luz crepuscular. Alfaguara, 2009.[20]
- Os salvaré la vida (junto con Rubén Buren). Espasa, 2017.[21][n. 1]

Manuales técnicos
- Fundamentos de demografía. Siglo XXI de España, 1973, revisado en 1981.

## Resultados electorales
| Elecciones                               | Candidatura       | Circunscripción | Puesto en la lista | Resultado |
| ---------------------------------------- | ----------------- | --------------- | ------------------ | --------- |
| Elecciones municipales de 1979 en Madrid | PSOE              | n/a             | 6.º (de 59)        | Electo    |
| Elecciones generales de 1982 (Congreso)  | PSOE              | Madrid          | 4.º (de 32)        | Electo    |
| Elecciones regionales de 1983 en Madrid  | PSOE              | n/a             | 1.º (de 94)        | Electo    |
| Elecciones regionales de 1987 en Madrid  | PSOE              | n/a             | 1.º (de 96)        | Electo    |
| Elecciones regionales de 1991 en Madrid  | PSOE              | n/a             | 1.º (de 101)       | Electo    |
| Elecciones regionales de 1995 en Madrid  | PSOE              | n/a             | 1.º (de 103)       | Electo    |
| Elecciones generales de 1996 (Congreso)  | PSOE              | Madrid          | 3.º (de 34)        | Electo    |
| Elecciones generales de 2000 (Congreso)  | PSOE-Progresistas | Madrid          | 5.ª (de 34)        | Electo    |
| Elecciones generales de 2004 (Congreso)  | PSOE              | Madrid          | 8.º (de 35)        | Electo    |

## Curiosidades
Es citado en la popular canción Aquí no hay playa. 